# Thèse de Church (mathématiques constructives)
Pour l’article homonyme, voir Thèse de Church.
La thèse de Church est un principe de logique constructive qui énonce que toutes les fonctions sont calculables. Il n'est pas compatible avec la logique classique.